# Elemental (Loreena McKennitt)
Elemental è l'album d'esordio della cantante canadese Loreena McKennitt, pubblicato nel 1985.

## Tracce
1. Blacksmith – 3:20
2. She Moved Through the Fair – 4:05
3. Stolen Child – 5:05
4. The Lark in the Clear Air – 2:06
5. Carrighfergus – 3:24
6. Kellswater – 5:19
7. Banks of Claudy – 5:37
8. Come by the Hills – 3:05
9. Lullaby – 4:26

Stolen Child prende spunto dall'omonima poesia di William Butler Yeats, mentre Lullaby cita le parole di un'opera di William Blake.